# Ratos na cidade de Nova Iorque

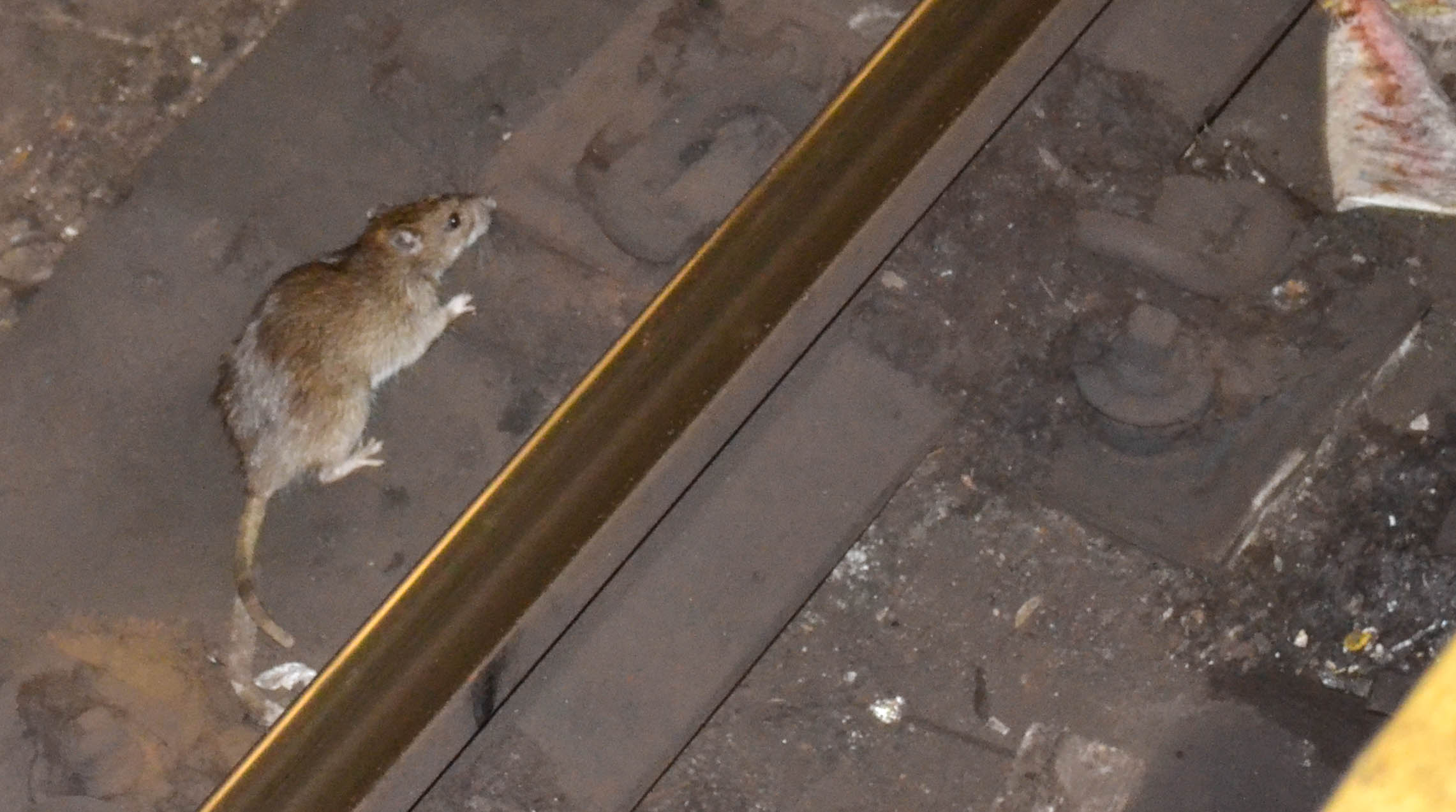
Um rato no Metropolitano de Nova Iorque

Os ratos são um fenômeno generalizado em Nova Iorque. Por muito tempo, o número de ratos em Nova Iorque era desconhecido, e uma lenda urbana comum declarava que havia até cinco vezes mais ratos do que pessoas. Em 2014, no entanto, os cientistas mediram com mais precisão a população de ratos da cidade inteira em aproximadamente 24% do número de humanos. Isso equivaleria a aproximadamente dois milhões de ratos para os 8,4 milhões de humanos de Nova Iorque na época do estudo.
A população de ratos da cidade é dominada pelo rato marrom (também conhecido como rato da Noruega). O peso corporal médio de um adulto é de 350 gramas (12 oz) nos machos e cerca de 250 gramas (8,8 oz) nas fêmeas. O rato adulto pode se espremer através de buracos ou lacunas de 1 polegada (25 mm) de largura, pular uma distância horizontal de até 4 pés (1,2 m) (ou verticalmente de uma superfície plana a 3 pés (0,91 m)), sobreviver a uma queda de uma altura de quase 40 pés (12 m), e andar na água por três dias.
Os ratos da Nova Iorque carregam patógenos que podem causar diarreia, vômito e febre em humanos — especialmente em crianças. Os patógenos que eles carregam incluem bactérias como Clostridium difficile (C. diff), Salmonella, E. coli e Leptospira. A bactéria Bartonella causa a doença da arranhadura do gato, a febre das trincheiras e a doença de Carron. Essas bactérias podem ser transmitidas através do contato com a saliva, urina ou fezes de ratos. Os ratos podem levar vírus causadores de doenças, tais como sapovírus, cardiovírus, kobuvírus, parechovírus, rotavírus, hepacivírus e o vírus Seul. Os ratos podem ser portadores de pulgas que são vetores de doenças como peste bubônica, tifo e febre maculosa. Além disso, algumas pessoas têm uma reação alérgica à presença de pêlos, urina ou fezes de roedores.
As reclamações sobre roedores na Nova Iorque podem ser feitas online ou discando 3-1-1, e o guia Preventing Rats on Your Property, da cidade, discute como o Departamento de Saúde inspeciona propriedades privadas e públicas para ratos. Os proprietários que reprovam nas inspeções recebem uma Ordem do Comissário e têm cinco dias para corrigir o problema. Se, após cinco dias, o imóvel for reprovado em uma segunda fiscalização, o proprietário receberá um auto de infração e poderá ser multado. O proprietário do imóvel é cobrado por qualquer limpeza ou extermínio realizado pelo Ministério da Saúde.

## Doenças, alergias, asma e danos
O maior perigo para os humanos são as doenças que os ratos podem transmitir. Ratos que vivem em cidades carregam patógenos que podem causar diarreia e vômitos em humanos. As bactérias causadoras de doenças comumente transportadas por ratos incluem E. coli, Clostridium difficile (C. diff) e Salmonella. A bactéria pode se espalhar pelo contato com a saliva, urina ou fezes de ratos. As doenças virais disseminadas por ratos incluem febre por picada de rato e febres hemorrágicas causadas pelo hantavírus de Seul.
Uma pesquisa realizada pela Escola Mailman de Saúde Pública da Universidade Columbia, em 2014, estudou 133 ratos marrons de edifícios residenciais em Manhattan. Os ratos carregavam vários patógenos que podem causar doenças graves em humanos, incluindo bactérias (Salmonella e E. coli) que causam intoxicação alimentar e dermatite, patógenos que causam febres (como o hantavírus de Seul e Leptospira), como sapovírus, cardiovírus, kobuvírus, parechovírus, rotavírus, hepacivírus, incluindo alguns nunca antes vistos em Nova Iorque. Embora pelo menos dezoito dos vírus encontrados sejam conhecidos por causar doenças em humanos, não está claro o quão infecciosos os ratos são para os residentes. Peter Daszak, presidente da EcoHealth Alliance, uma organização científica sem fins lucrativos que pesquisa ligações entre a saúde humana e a vida selvagem, chamou o estudo de "chocante e surpreendente". Dada a proximidade compartilhada por ratos e residentes de Nova Iorque, ele descobriu que era "uma receita para um pesadelo de saúde pública".
Um estudo conjunto realizado em 2015 pela Universidade Columbia e Universidade Cornell descobriu que os ratos são comumente infestados com pulgas, piolhos e ácaros que carregam bactérias que podem causar doenças em humanos, incluindo peste bubônica, tifo e febre maculosa. Eles encontraram uma média de cinco pulgas por rato, um aumento acentuado em relação a um estudo de 1925 que descobriu que um em cada cinco ratos não tinha pulgas. Patógenos Bartonella (que podem causar doença por arranhadura do gato, febre das trincheiras e doença de Carron) e vários vírus também foram encontrados em ratos de Nova Iorque neste estudo. Esses resultados foram confirmados por um estudo publicado em 2015 no Journal of Medical Entomology. Um risco maior de alergias e asma está relacionado à exposição a pelos de roedores, fezes e urina, especialmente em crianças.
O Departamento de Saúde de Nova Iorque recomenda que as pessoas mordidas por um rato busquem atendimento médico imediato, já que as bactérias dos dentes do rato podem causar tétano e também febre por picada de rato, que pode ser fatal.